# كرة الصالات

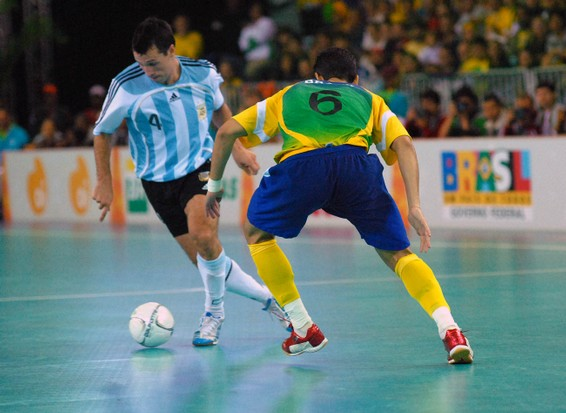
كرة الصالات في دورة الألعاب الأمريكية في ريو دي جانيرو ،2007

كرة الصالات أو كرة القدم الخماسية (بالإنجليزية: Futsal) هي لعبة رياضية مشابهة لكرة القدم المعروفة، ولكنها تقام داخل صالات رياضية معدة لهذه الرياضة. هذه اللعبة معترف بها من قبل الاتحاد الدولي لكرة القدم، وتقام بطولة كأس العالم داخل الصالات تحت إشرافها منذ عام 1989.
تتألف اللعبة من فريقين، لكل منهما خمسة لاعبين، من بينهم حارس مرمى أو أربعة لاعبين والحارس أو ثلاثة لاعبين وحارس أو لاعبين فقط وحارس (لكل فريق) فهذا يعتمد على مساحة الملعب والقوانين المطبقة من الجهة المختصة. فكرة القدم المصغرة رياضة تسمح لنا باختراق القواعد الصغرى لرياضة كرة القدم العادية وذلك حتى لا يضطر الفريق إلى الابتعاد عن هذه الرياضة بحجة النقص العددي للاعبين في الفريق وهذا ما يمكن ملاحظته في كرة القدم المصغرة الشاطئية. بالإضافة هذا نجد أن للفرق لاعبين احتياطيين إضافيين. ويتم تخطيط الصالة مثل لعبة كرة القدم. إلا أن الكرة المستعملة في اللعبة أثقل وأصغر من كرة القدم العادية، لذا يسمح ذلك بتحكم أكبر مثل التهديف والتمرير.
توجد ألعاب رياضية أخرى شبيهة بكرة القدم داخل الصالات مثل كرة القدم الخماسية وكرة القدم الداخلية. هذه الألعاب شكلت القواعد الأساسية لكرة القدم داخل الصالات.

## تسمية
سميت بهذا الاسم لانها تلعب في 《الصالات》 مخصصة.

## التاريخ كرة الصالات
بداية وتاريخ كرة قدم الصالات تم اكتشاف كرة القدم الصالات في أوروجواي ، في عام 1930 عندما ابتكر خوان كارلوس نسخة خماسية من كرة القدم لمنافسة الشباب و يتم لعب اللعبة على ملاعب بحجم كرة السلة ، سواء كانت ملاعب داخلية او خارجية ويمنع استخدام الجدران الجانية

## قوانين اللعب

### القانون (1) ميدان اللعب
- الأبعاد
  - ميدان اللعب مستطيل.
  - الطول: 25 متراً حد أدنى. **42 متراً حد أقصى.
  - العرض: 15 متراً حد أدنى. **25 متراً حد أقصى.
- المباريات الدولية
  - الطول: 38 مترا حد أدنى.42 مترا حد أقصى.
  - العرض: 18 مترا حد أدنى.22 مترا حد أقصى.
- تخطيط ميدان اللعب
  - ميدان اللعب محدد بخطوط.
  - الخطان الطويلان المحددان لميدان اللعب هما خطا التماس.
  - الخطان القصيران المحددان لميدان اللعب هما خطا المرمى.
  - جميع الخطوط ترسم بعرض 8 سم.
  - ميدان اللعب مقسم إلى نصفين متساويين بخط المنتصف.
  - على خط المنتصف نقطة تسمى نقطة الوسط حولها دائرة نصف قطرها 3 أمتار.
- أبعاد ميدان اللعب في المباريات الدولية
  - منطقة الجزاء: منطقة الجزاء محددة كالتالي:
    - قوسان، كل منهما مرسوم على مسافة 6 أمتار بين خط المرمى وخط وهمي ممتد من قائم المرمى إلى داخل ميدان اللعب. القوسان متصلان بخط موازي لخط المرمى طوله 3.16 أمتار.
    - علامة الجزاء: علامة الجزاء على مسافة 6 أمتار من نقطة المنتصف بين قائمي المرمى.
    - علامة الجزاء الثانية: علامة الجزاء الثانية على مسافة 10 أمتار من نقطة المنتصف بين قائمي المرمى.

  - قوس الركنية: ربع دائرة شعاعها 25 سم من كل ركن، داخل ميدان اللعب.
  - منطقة الاستبدال: تقع منطقة الاستبدال في جانب ميدان اللعب حيث مقاعد بدلاء الفريقين، وأمامها مباشرة. ومنها دخول وخروج اللاعبين عند كل استبدال.
    - • تقع منطقة الاستبدال مباشرة أمام مقاعد البدلاء على طول 5 أمتار. وهي محددة بخطين عرض كل واحد منهما 8 سم وطوله 80 سم،40 سم داخل الملعب و40 سم خارج الملعب.
    - • المسافة بين منطقة الاستبدال وخط منتصف ميدان اللعب 5 أمتار.هذه المساحة الحرة أمام طاولة الميقاتي تظل خالية طيلة مدة المباراة.

  - المرميان: مرميان في ميدان اللعب. في كل نهاية من ميدان اللعب مرمى يقع على منتصف خط المرمى. يتكون المرمى من قائمين متصلين من أعلى بعارضة أفقية طولها 3 أمتار وارتفاعها عن الأرض مترين. سمك القوائم والعارضة 8 سم. الشباك مصنوعة من النايلون أو القنب أو غيره، ومثبّتة في القائمين والعارضة خلف المرمى.
  - السلامة:

يجوز أن يكون المرمى محمولاً، ولكن يجب تثبيته بالأرض خلال المباراة.
- - أرضية ميدان اللعب: أرضية ميدان اللعب ملساء، مسطحة، ليس فيها نتوءات. يوصى باستعمال الخشب أو المواد المصنعة، وتجنب استعمال الاسمنت أو الإسفلت.
- القرارات
  - 1 إذا كان طول خط المرمى بين 15 و16 متراً فإن نصف قطر قوس الدائرة يكون 4 أمتار فقط، وفي هذه الحالة تكون علامة الجزاء على مسافة 6 أمتار من نقطة منتصف المرمى وبين القائمين.
  - 2 استخدام العشب الطبيعي أو العشب الصناعي أو أرضية عادية مسموح به لمباريات الدوري المحلي وغير مسموح به للمباريات الدولية.
  - 3 يجوز رسم علامة خارج الملعب على مسافة 5 أمتار من قوس الركنية وعلى خط المرمى للإشارة إلى المسافة التي يجب أن تراعي عند تنفيذ ضربة الركنية (عرض خط هذه العلامة 8 سم).

4 تقع مقاعد جلوس الجهاز الفني والبدلاء خلف خط التماس مباشرة، وبعد مساحة حرة أمام طاولة الميقاتي.

### القانون (2) الكرة
- المواصفات والأبعاد
  - الكرة: كروية الشكل.

من الجلد أو من مادة أخرى مناسبة.
محيطها لا يقل عن 62 سم ولا يزيد عن 64 سم.
وزنها لا يزيد عند بدء اللعب عن 440 غرام ولا يقل عن 400 غرام.
بضغط جوي يساوى 0.6-0.4 400-1600 سم2 على مستوى سطح البحر.
- استبدال الكرة:

إذا انفجرت الكرة أو تضرّرت أثناء اللعب:
- - • يجب إيقاف المباراة؛ و إذا وقع احد في إصابة حادة ينقل الشخص إلى الرعاية و نتستبدله بالغير لعب إذا وجب فعل ذلك.
  - • تستأنف المباراة بإسقاط الكرة المستبدلة في المكان الذي كانت فيه عند الإيقاف.
  - إذا انفجرت الكرة أو تضرّرت عند تنفيذ ضربة مرمى، أو ضربة ركنية، أو ضربة حرة، أو ضربة جزاء، أو ضربة جانبية.
  - • تستبدل الكرة وتستأنف المباراة وفق قوانين اللعب.

لا يجوز استبدال الكرة خلال المباراة إلا بإذن من الحكم.
- القرارات
  - 1 الكرة المصنوعة من مادة غير مناسبة لا يسمح بها في المباريات الدولية.
  - 2 ارتداد الكرة عند إسقاطها من ارتفاع 2 متر يجب أن يكون بين 50 و65 سم.

الكرة التي تطابق الحد الأدنى من المواصفات الفنية المذكورة في القانون2 هي فقط المسموح بها في مباريات المسابقات.
في مسابقات الفيفا أو المسابقات التي تنظم تحت إشراف الاتحادات القارية يجب الموافقة على استعمال الكرة المستوفية للشروط والحاملة لإحدى العلامات التالية: (FIFA APPROVED) أو(FIFA INSPECTED) أو(IMS) وهي علامات دالة على أن الكرة مطابقة للمواصفات الفنية لمختلف الفئات وللوارد في القانون2.
يجوز للاتحادات الوطنية استعمال الكرة الحاملة للعلامات المعتمدة في مسابقاتها.
في المسابقات الأخرى يجب أن تكون الكرة بالمواصفات المذكورة في القانون2.

### القانون (3) عدد اللاعبين
- اللاعبون:

تجرى المباراة بين فريقين يتكون كل منهما من خمسة لاعبين أحدهم حارس مرمى.
- إجراء الاستبدال:
  - يجوز استخدام البدلاء في أي مباراة تقام طبقا للوائح المسابقات الرسمية للاتحاد الدولي أو القاري أو الوطني.

الحد الأقصى المسموح به لعدد البدلاء هو سبعة لاعبين.
- - عدد مرات الاستبدال أثناء المباراة غير محددة. اللاعب الذي يتم استبداله يجوز أن يعود إلى اللعب كبديل للاعب آخر.
  - إجراء الاستبدال عندما تكون الكرة في اللعب أو خارج اللعب يجب أن تراعى فيه الشروط التالية:
    - • اللاعب المستبدل يجب أن يخرج من منطقة الاستبدال.
    - • اللاعب البديل يجب أن يدخل من منطقة الاستبدال، وألا يدخل ميدان اللعب حتى يكون اللاعب المستبدل قد خرج تماما من منطقة الاستبدال على خط التماس.
    - • يخضع اللاعب البديل لسلطة الحكام سواء استدعي للعب أو لم يستدع.
    - • يعتبر إجراء الاستبدال منتهيا بعد دخول اللاعب البديل ميدان اللعب، ومن تلك اللحظة يعتبر لاعبا أساسيا، واللاعب المستبدل يعتبر لاعباً بديلاً.
    - يجوز لحارس المرمى أن يغير مكانه مع أي لاعب آخر.
- مخالفات \ عقوبات:

عند إجراء الاستبدال إذا دخل لاعب بديل إلى ميدان اللعب قبل خروج لاعب مستبدل:
- - • يوقف اللعب.
  - • يؤمر اللاعب المستبدل بمغادرة الملعب.
  - • ينذر اللاعب البديل (بطاقة صفراء).
  - • يستأنف اللعب بضربة حرة غير مباشرة لصالح الفريق المنافس، تنفذ من المكان الذي كانت فيه الكرة عند إيقاف اللعب. وإذا كانت الكرة داخل منطقة الجزاء فإن الضربة الحرة غير المباشرة تنفذ من خط منطقة الجزاء ومن أقرب نقطة للمكان الذي كانت فيه الكرة عندما توقف اللعب.
  - عند إجراء الاستبدال، إذا دخل ميدان اللعب لاعب بديل أو غادر الملعب لاعب مستبدل من مكان آخر غير منطقة الاستبدال:
  - • يوقف اللعب.
  - • يوجّه إنذار للاعب المخالف (بطاقة صفراء).
  - • يستأنف اللعب بضربة حرة غير مباشرة لصالح الفريق المنافس وتنفذ من المكان الذي كانت فيه الكرة عندما توقف اللعب. وإذا كانت الكرة داخل منطقة الجزاء فإن الضربة الحرة غير المباشرة تنفذ من خط منطقة الجزاء ومن أقرب نقطة للمكان الذي كانت فيه الكرة عندما توقف اللعب.
- القرارات
  - 1 يجب أن يتكوّن كل فريق من خمسة لاعبين (حد أدنى) عند بداية المباراة.
  - 2 إذا طرد الحكم عددا من لاعبي أي فريق وقلّ عدد اللاعبين فيه إلى ثلاتة يجب إنهاء المباراة.

### القانون (4) معدات اللاعبين
- السلامة: لا يجوز للاعب ارتداء أي شيء فيه خطرعليه أو على لاعب آخر، بما في ذلك أي نوع من المجوهرات.

المعدات الأساسية
- المعدات الأساسية للاعب هي:
  - • قميص.
  - • سروال قصير. ويجوز ارتداء سروال لاصق تحت السروال القصير شرط أن يكون من نفس اللون الرئيسي للسروال القصير.
  - • جوارب.
  - • واقي الساق.
  - • حذاء - الأحذية المسموح بها فقط هي من القنب أومن الجلد الناعم أو أحذية الجمباز ذات النعل المطاط أو من مادة مشابهة.
- القميص
  - • الترقيم من 1 إلى 15 يكون على ظهر القمصان.
  - • يكون لون الأرقام مختلفاً عن لون القميص. ولكل لاعب في الفريق رقم مختلف عن باقي زملائه. وتظهر الأرقام أيضا على السراويل بحجم أصغر.
- واقي الساق
  - • يغطى كلياً بالجوارب.
  - • يكون مصنوعاً من مادة مناسبة (مطاط – بلاستيك أو ما شابهه).
  - • يحمي اللاعب بدرجة مقبولة.
- حارس المرمى
  - • يسمح لحارس المرمى بارتداء سروال طويل.
  - • يرتدي حارس المرمى الألوان التي تميزه بسهولة عن بقية اللاعبين والحكام.
- مخالفات \عقوبات
  - • عند أي مخالفة لهذه المادة يجب أن يغادر اللاعب المخالف ميدان اللعب لتصحيح معداته أو استكمال أي نقص فيها، ولا يعود إلى ميدان اللعب إلاّ بعد عرض نفسه على أحد الحكام، واقتناع الحكم بان معدات اللاعب صحيحة.
  - • يجوز أن يعود اللاعب للمباراة في اللحظة التي تكون فيها الكرة خارج اللعب.

### القانون (5) الحكم
- سلطة الحكم: الحكم له السلطة الكاملة لإدارة المباراة وتطبيق قوانين اللعب، وذلك من لحظة دخوله الملعب وحتى مغادرته.
- صلاحيات وواجبات: يجب على الحكم:
  - • تطبيق قوانين اللعب.
  - • يسمح بمواصلة اللعب إذا رأى أن توقيع العقوبة فيه فائدة للفريق المخالف.
  - • يسجل جميع الأحداث التي تقع قبل المباراة أو أثناءها أو بعدها.
  - • يتولى مسؤولية الميقاتى في حالة عدم وجوده.
  - • يوقف أو ينهي المباراة لأي مخالفة لقانون اللعب أو لأي تدخل خارجي.
  - • يتخذ الإجراء التأديبي ضد اللاعبين بالإنذار أو الطرد حسب الأحوال.
  - • الحرص على عدم دخول أفراد غير مخولين إلى ميدان اللعب.
  - • يوقف اللعب إذا رأى أن لاعبا أصيب إصابة بالغة ويتأكد من نقله إلى خارج ميدان اللعب.
  - • يسمح باستمرار اللعب حتى تصبح الكرة خارج اللعب إذا رأى أن لاعباً أصيب إصابة بسيطة.
  - • التأكد من أن الكرات التي تستعمل في المباراة تنطبق عليها الشروط المذكورة في القانون 2.
- قرارات الحكم: قرارات الحكم بشأن الحقائق المتعلقة باللعب نهائية.
- القرارات
  - 1 إذا كان الحكم والحكم الثاني قد أشّرا معا في آن واحد على مخالفة واحدة وكان هناك تعارض بينهما في تحديد من هو المخالف فإن قرار الحكم هو الحاسم وله الأولوية.
  - 2 الحكم والحكم الثاني كلاهما له الحق في إنذار أو طرد أي لاعب مخالف، وفي حالة تعارض قراريهما فإن قرار الحكم هو الحاسم وله الأولوية.

### القانون (6) الحكم الثاني
- صلاحيات وواجبات: الحكم الثاني يتحرك على ميدان اللعب في جانب مقابل لجانب الحكم.

وله أن يستعمل صافرة، وله نفس سلطات وواجبات الحكم باستثناء ما هو مبيّن في القانون5 من صلاحيات مميزة للحكم. وعلى الحكم الثاني كذلك:
- - • إيقاف اللعب لأي تدخل أو خرق لقوانين اللعب.
  - • التأكد من سلامة إجراء الاستبدال.
  - • حساب وقت الطرد والوقت المستقطع.

وللحكم أن يستغني عن الحكم الثاني إذا رأى منه تدخلا غير مقبول أو إجراء مخالفاً، وله أن يعيّن بديلاً له ويقدم تقريراً بذلك إلى الجهة المسؤولة.
- القرارات:

وجود الحكم الثاني إلزامي في المباريات الدولية.

### القانون (7) الميقاتي والحكم الثالث
- واجبات
  - يجلس الميقاتي خارج ميدان اللعب مقابلاً لخط منتصف الملعب وعلى نفس الجانب الذي توجد فيه مقاعد البدلاء ومنطقة الاستبدال.
  - يزوّد بساعة توقيت مناسبة مع المعدات اللازمة لتوضيح المخالفات المرتكبة. وعلى الاتحاد المشرف على المسابقة أو النادي الذي تقام المباراة على ملعبه توفير تلك المعدات.
- الميقاتي

• التأكد من أن زمن المباراة مطابق لنص القانون 8، وذلك على النحو التالي:
- - • البدء بتشغيل ساعته عقب ضربة البداية مباشرة.
  - • إيقاف ساعته عندما تكون الكرة خارج اللعب.
  - • استئناف تشغيل الساعة عقب تنفيذ ضربة تماس أو رمية مرمى أو ضربة ركنية أو ضربة حرة أو ضربة جزاء أو وقت مستقطع أو عند إسقاط الكرة.
  - • يحسب مدة الدقيقة للوقت المستقطع.
  - • يحسب مدة الدقيقتين (وقت عقوبة طرد لاعب مخالف)، ووقت انتهاء الشوط الأول، ووقت انتهاء المباراة، وانتهاء مدة الوقت الإضافي، وانتهاء مدة الوقت المستقطع. وله أن يستعمل إشارات صوتية واضحة للإعلان عن ذلك.
  - • يسجل جميع الأوقات المستقطعة الممنوحة لكل فريق، ويحيط الحكام والفرق علما بذلك، ويوضح الإذن بالوقت المستقطع عندما يطلبه مدرب أيّ من الفريقين حسب القانون 8.
  - • يسجل الأخطاء الخمسة الأولى التي ارتكبها كل فريق في كل شوط من المباراة والتي أقرها الحكام في كل شوط من المباراة، والإشارة عند ارتكاب الخطأ الخامس من أي فريق.
  - • يسجل جميع التوقفات في اللعب وأسبابها، ويسجل أرقام اللاعبين الذين سجلوا الأهداف واللاعبين الذين تم إنذارهم أو طردهم، ويسجل الوقت المستقطع.
  - • يقدّم أي معلومة تتعلق باللعب.
  - • للحكم الرئيسي أن يستغنى عن الميقاتى ويعفيه من مهامه إذا رأى منه تدخلاً مخالفاً، وله أن يعيّن بديلا له ويقدم تقريراً بذلك إلى الجهة المسؤولة.
  - • في حالة إصابة أحد الحكمين (الحكم الرئيسي أو الحكم الثاني) يجوز للميقاتي أن يتولى مهام أيّ منهما.
- الحكم الثالث: الحكم الثالث يساعد الميقاتي، وعليه أن:
  - يسجل الأخطاء الخمسة الأولى المرتكبة من أيّ من الفريقين في كل شوط من المباراة، وأن يشير إلى ارتكاب الخطأ الخامس من أي فريق.
  - يسجل عدد مرات توقف اللعب وأسباب ذلك.
  - يسجل عدد اللاعبين الذين سجلوا أهدافاً.
  - يسجل عدد وأسماء اللاعبين الذين تم إنذارهم أو طردهم.
  - يسجل كل معلومة أخرى لها علاقة باللعب.
  - للحكم أن يستغنى عن الحكم الثالث ويعفيه من مهامه إذا رأى منه تدخلاً مخالفاً، وله أن يعيّن بديلا له ويقدم تقريراً بذلك إلى الجهة المسؤولة.
- القرارات
  - 1 وجود ميقاتي وحكم ثالث ضروري في المباريات الدولية.
  - 2 في المباريات الدولية يجب أن تكون ساعة التوقيت (الكرونومتر) مجهزة بكل الوسائل الضرورية «توقيت دقيق - توضيح وقت الطرد لمدة دقيقتين لأربع لاعبين متلاحقين وبيان الأخطاء المتلاحقة من كل فريق في كل شوط».

### القانون (8) مدة المباراة
- أشواط اللعب

المباراة من شوطين متساويين كل منهما 20 دقيقة. الحفاظ على الوقت مسؤولية الميقاتى حسب القانون 7.
مدة كل شوط يمكن تمديدها حتى تنفيذ ضربة الجزاء أو تنفيذ ضربة حرة ضد الفريق الذي ارتكب أكثر من خمسة أخطاء.
- الوقت المستقطع:

يحق لكل فريق أن يطلب وقتا مستقطعاً مدته دقيقة واحدة في كل شوط على أن يتم التقيد بالشروط التالية:
- - • مدرب الفريق هو المرخص له بطلب وقت مستقطع من الميقاتى.
  - • يمكن طلب الوقت المستقطع في أي وقت، ولكن لا يسمح به إلاّ عندما تكون الكرة في حوزة الفريق الذي طلب الوقت المستقطع.
  - • يعلن الميقاتى عن الإذن بوقت مستقطع عندما تكون الكرة خارج اللعب وذلك باستعمال أي إشارة صوتية مميزة عن صافرة الحكم الرئيسي.
  - • خلال الوقت المستقطع يجب أن يظل جميع اللاعبين في ميدان اللعب. إذا رغب اللاعبون في تلقي تعليمات من إداري فريق فانه يجوز لهم ذلك عند خط التماس، على مستوى مقاعد البدلاء.
  - • الفريق الذي لم يطلب وقتا مستقطعا في شوط المباراة الأول يحق له طلب وقت مستقطع واحد فقط في الشوط الثاني.
- فترة الراحة: فترة الراحة بين الشوطين يجب ألاّ تزيد عن 15 دقيقة.
- القرارات
  - 1 إذا لم يكن الميقاتى موجودا يطلب المدرب الوقت المستقطع من الحكم.
  - 2 إذا كانت لوائح المسابقة تنص على أشواط إضافية بعد نهاية الوقت الأصلي فلن يكون هناك وقت مستقطع خلال الأشواط الإضافية.

## مسابقات

### مسابقات الأندية
إلى الآن لا توجد اي أقسام

## وصلات خارجية
- الموقع الرسمي لبطولة العالم لكرة القدم داخل الصالات
- القواعد الرسمية لكرة القدم داخل الصالات